# ニューヨーク市の日本人

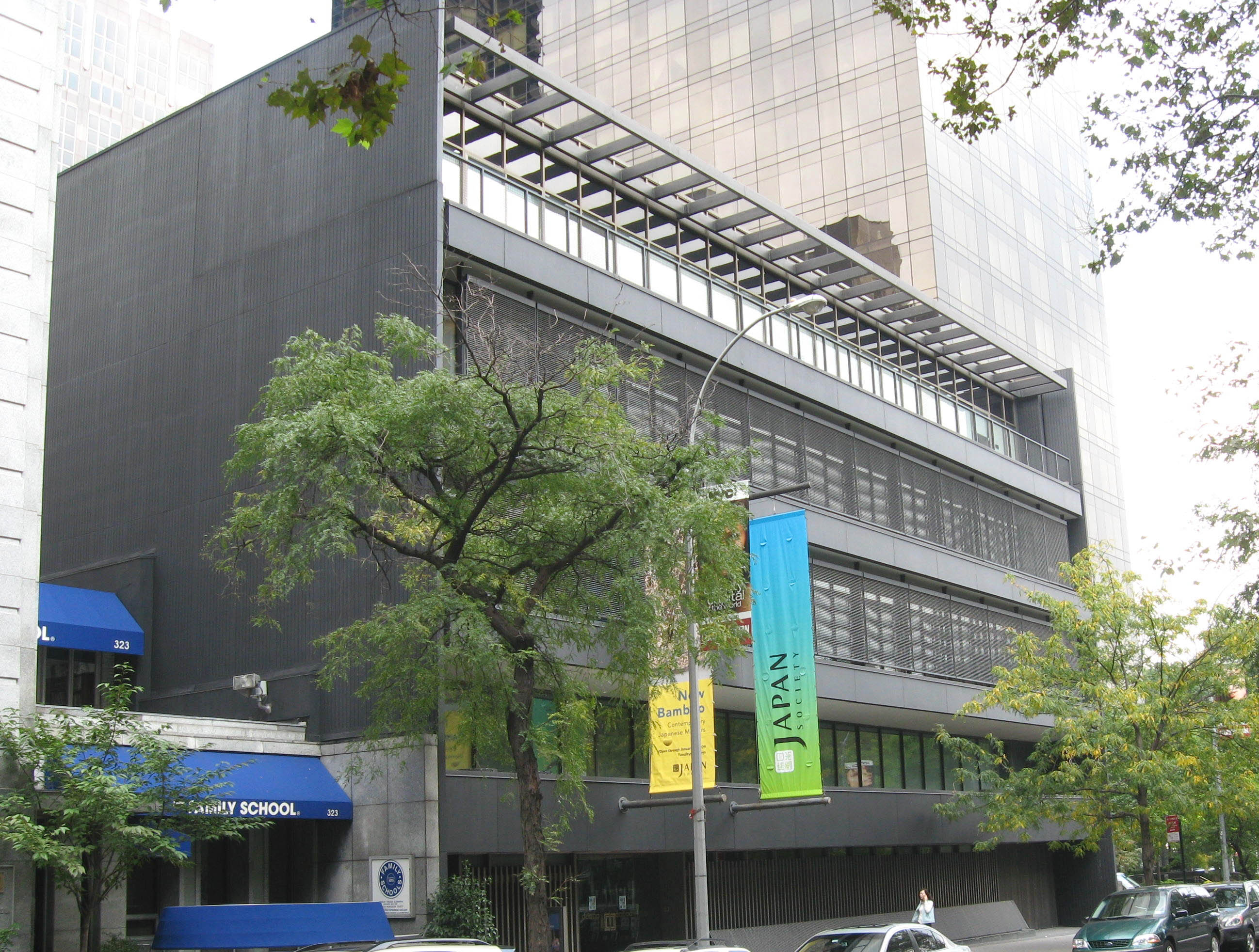
ニューヨーク市マンハッタンの国際連合本部ビル近くにあるジャパン・ソサエティー

ニューヨーク市の日本人（日本語: Japanese in New York City）は、2000年アメリカ合衆国国勢調査では、アメリカ・ニューヨーク州の日系人37,279人の半数以上がニューヨーク市に住んでいた。 2012年の時点で、ニューヨーク都市圏にはアメリカ東海岸最大の日本人コミュニティが形成されていた。 2022年には、日本国外では最大規模の「ジャパン・デー・パレード」がマンハッタンで初めて開催されるまでに成長した。

## 歴史

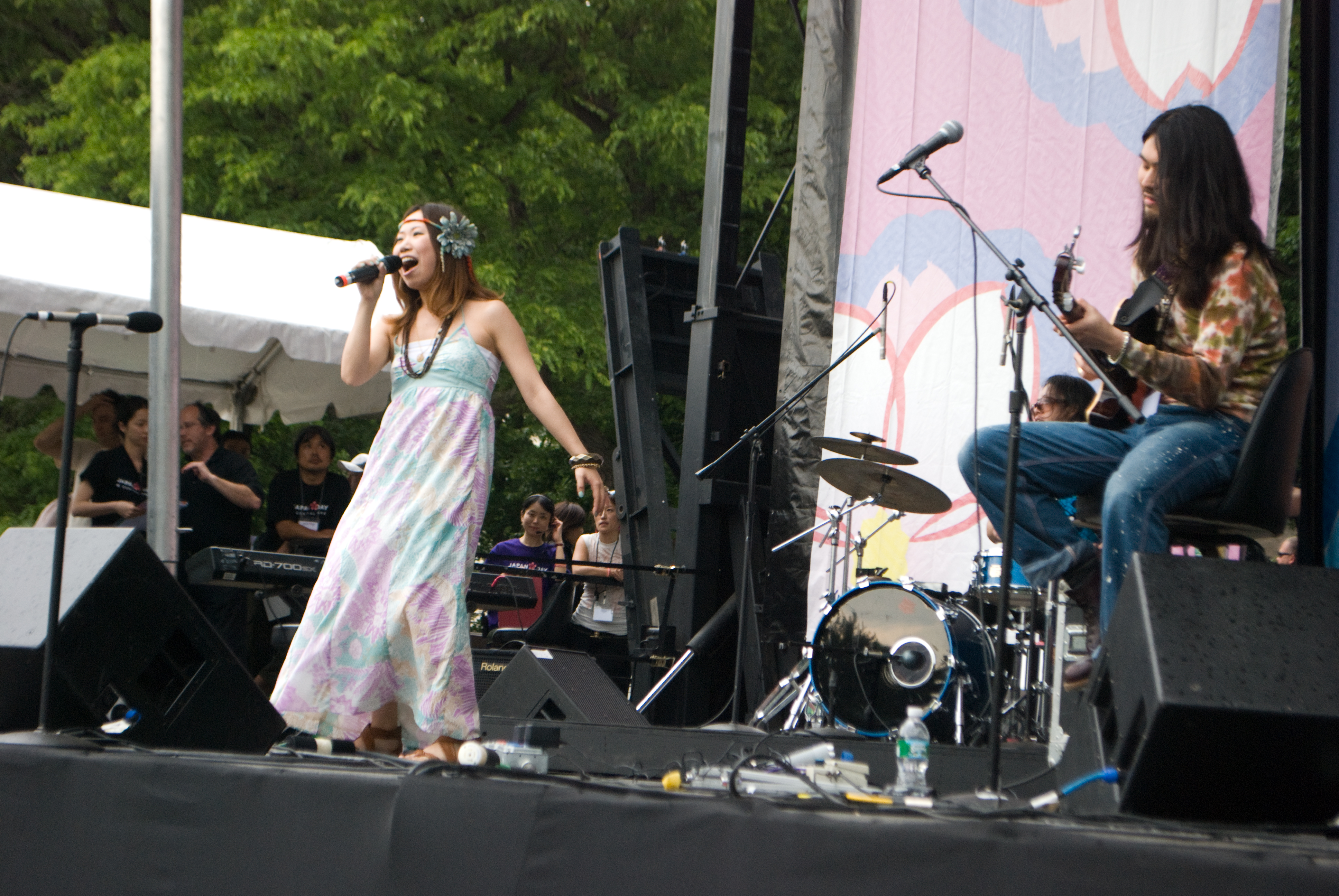
ジャパン・デー・パレードの出し物（セントラルパークで、2009年）

1876年、6人の日本人実業家がオセアニック号でニューヨークに到着し、会社を設立した。彼らはニューヨーク州で最初の日本人だった。1900年までにニューヨーク州にいた1,000人の一世のほぼ全員がニューヨークにいた。1882年の中国人排斥法により、日本人の米国への移民が制限され、日米両政府は、米国が正式に日本人の移民を打ち切らない代わりに、日本側が米国への移民を希望する労働者のビザを拒否するという紳士協定を結んでいた。こうした理由から、1950年代以前のニューヨークには日本人移民はほとんどいなかった。1960年代まで、ニューヨーク州に5,000人を超える日本人がいたことはなかった。
1924年に制定された国家起源法により、アメリカへの日本人移民は正式に禁止されました。1920年代までには、社会経済的地位の高い一世がロングアイランドやウェストチェスター郡のニューロシェルやスカースデールに移り住むようになった。
1941年の真珠湾攻撃後、ニューヨークの日本領事館は閉鎖された。いくつかの日系企業も閉鎖した。ニューヨーク州全体の日本人は、強制収容されことはなくて、一世のコミュニティーリーダーたちだけがエリス島に収容された。日系アメリカ人の抑留が終わると、ニューヨークの日系社会は、かつて抑留されていた人々を受け入れた。
1950年代には国連関係の日本人職員が到着し、1950年代後半には日系企業関連のビジネスマンが到着し始めた[5]。 1965年の移民国籍法（Immigration and Nationality Act of 1965）の成立後、日本人移民は日系社会の主要な存在となった[2]。1988年までに、グレーター・ニューヨークで働く日本人ビジネスパーソンは5万人に達し、その77％は日本に帰国する予定のある臨時従業員であった[6]。 [6]当時、日系企業の従業員とその家族は、ニューヨーク都市圏の在留邦人の80％以上を占めていた[7]。 ニューヨーク都市圏の在留邦人の約25％が、米国に永住することを検討または決定していた[8]。2022年には、日本国外では最大規模の第1回ジャパン・デー・パレードがマンハッタンで開催された。

## ビジネス

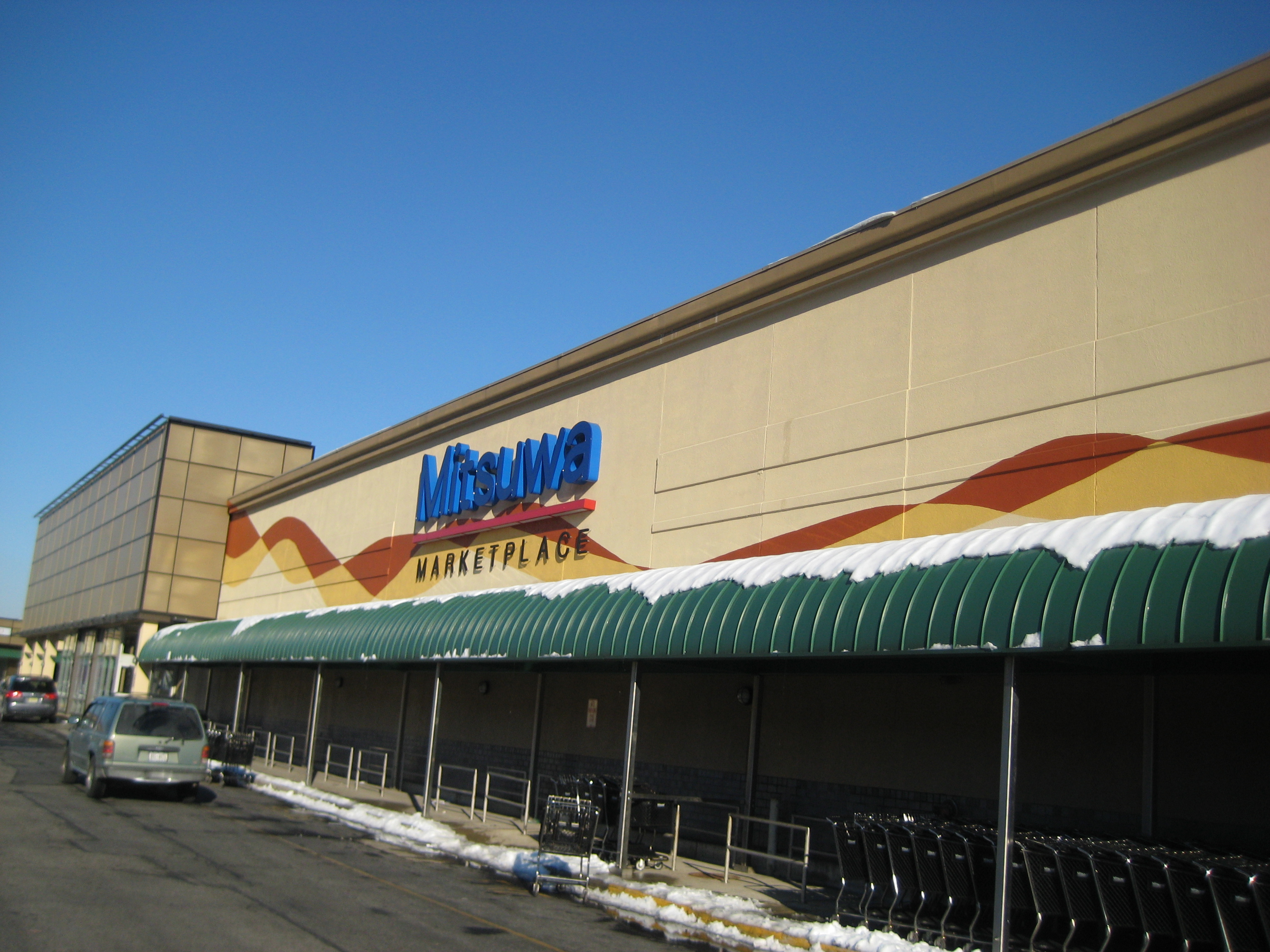
ニュージャージー州エッジウォーターのミツワマーケットプレイス

アメリカで最も古い日系食料品店は、イースト59丁目にあるカタギリ・グローサリーである。1907年創業の同店は、日本からの移民兄弟2人によって設立された。この2店舗は、1907年から今日に至るまで、マンハッタンのニューヨーカーに日本の食料品を提供してきた。当時は日本人の顧客が少なかったため、高級輸入コーヒーや紅茶もニューヨーカーに提供していた。彼らは事業を拡大し、新鮮なアジア野菜、日本の寿司、弁当、その他の日本の食料品に加え、食器、書籍、衣料品にまでサービス範囲を広げた。
2011年3月、ニューヨーク・タイムズ紙のサム・ドルニックとカーク・センプルは、ニューヨークにおける「日本文化の著名な前哨基地」は、マンハッタンのイースト・ヴィレッジ地区にある日本酒バーと寿司レストランのグループであると書いた。2014年12月、タイムズ紙のピート・ウェルズは、イースト・ヴィレッジとマンハッタンのミッドタウンの東側にある日本食レストランの新たな集積を、その料理の種類の豊富さと料理の素晴らしさで称賛した。このミッドタウン・イーストの後者の地区には、ジャパン・ソサエティや在ニューヨーク日本国総領事館、日本食カフェ、市場、企業のオフィスもあるが、正式には「ジャパンタウン」として認められていない。
2002年現在、ニューヨーク州、ニュージャージー州、コネチカット州の273の企業に雇用されている日本人は2,528人である。
ニューヨーク日本商工会議所によると、1992年には357社がグレーター・ニューヨークに進出しており、これらの企業はグレーター・ニューヨーク在住の日本人6,048人を雇用していた。在ニューヨーク日本領事館によると、1992年当時、ニューヨーク州ウエストチェスター郡には約16,000人の日本人が住んでおり、ニューヨーク市近郊の日系企業に雇用されている駐在員の約25～33％がウエストチェスター郡に住んでいた。2002年の数年前まで、日系企業は社員に手当を支給しており、中堅社員の年間扶養費用は約50,000ドルだった。企業は、上級社員には専任の運転手付きの車を提供し、全従業員にはゴルフクラブの会員権、雑誌の購読料、学校の授業料、住宅費を支払った。
2002年までには、日本の不況のために多くの日系企業が海外部門を縮小または廃止したため、ウェストチェスター郡における日系企業のプレゼンスは低下した。また、日系企業は海外駐在員の福利厚生の多くを廃止した。企業に雇用される日本人の人口は、1992年から2002年にかけて58％減少した。

## 地域的分布
2007年現在では、ニューヨーク都市圏には51,705人の日本人が住んでいた。ニューヨーク州ウエストチェスター郡とニュージャージー州バーゲン郡が人気の定住地であった。
1988年時点での状況では、韓国人が同じ地域に定住し始める前に、日本人は郊外の特定の住宅地に定住することが多かった。その10年間では、クイーンズが日本人の定住地として最も人気があったが、一時的に居住する裕福な日本人ビジネスパーソンはウエストチェスター郡を好み、一般的に日本人はニューヨーク市全域の日本人コミュニティの周辺に居住していた。

### クイーンズとマンハッタン
2011年現在、ニューヨーク市内で日本人が最も多く居住しているのは、クイーンズ区のアストリア（Astoria）とマンハッタンのアッパー・イースト・サイドにあるヨークヴィル（Yorkville）である。2010年の国勢調査では、アストリアには約1,300人、ヨークビルには約1,100人の日本人が住んでいる。イースト・ヴィレッジには500人の日本人が住んでいた。同年の時点で、グレーター・ニューヨークにおける短期滞在の日本人ビジネス・エグゼクティブのほとんどは、マンハッタンのミッドタウンかニューヨーク市郊外に居住していた。

### ニュージャージー州バーゲン郡
2011年現在、ニュージャージー州バーゲン郡の日本人人口は約6,000人にまで回復した。ニューヨーク・タイムズ紙のドルニックとセンプルも2011年に、アメリカ東海岸最大の日系ショッピングセンターであるニュージャージー州エッジウォーターのミツワマーケットプレイスのような日系スーパーマーケットは、グレーター・ニューヨーク市における日本の影響力の「拠点に最も近いもの」であると書いている。ニュージャージー日系人会はフォートリーに本部を置いている。
1987年、北部ニュージャージー州地域には1,800人の日系人の子供がいた。

### ニューヨーク州ウエストチェスター郡
2000年現在、ニューヨーク州ウエストチェスター郡に住む日本人駐在員は、主にスカースデールに住んでおり、ニューヨーク・タイムズ紙によると、住宅地や学校が充実している場所として日本でもよく知られている。2000年現在、イーストチェスター、ハリソン、ハーツデール、ライにも一部の日本人が住んでいる。
日本経済の衰退により、2000年までにウェストチェスター郡における日本人の存在感は低下し、2002年時点では、存在感の低下により、企業の閉鎖やいくつかの活動の終了につながった。しかしながら、2009-2013年のアメリカ地域社会調査によると、ウェストチェスター郡における日本人の数は約5,000人まで回復している。

## 人口統計
2011年現在、ニューヨーク市には約20,000人、グレーター・ニューヨーク・シティ・エリアには合計45,000人の日本人が住んでいる。日本人の多くは、大学生、芸術家、会社員など、一過性の滞在者である。駐在員の多くは、3年から5年の任期で米国に赴任している。2011年現在、ニューヨークに住む日本人の65％が学士号を持っており、25歳以上の日本人の所得の中央値は60,000ドルである。これは市全体の所得中央値を1万ドル上回っている。

## 施設

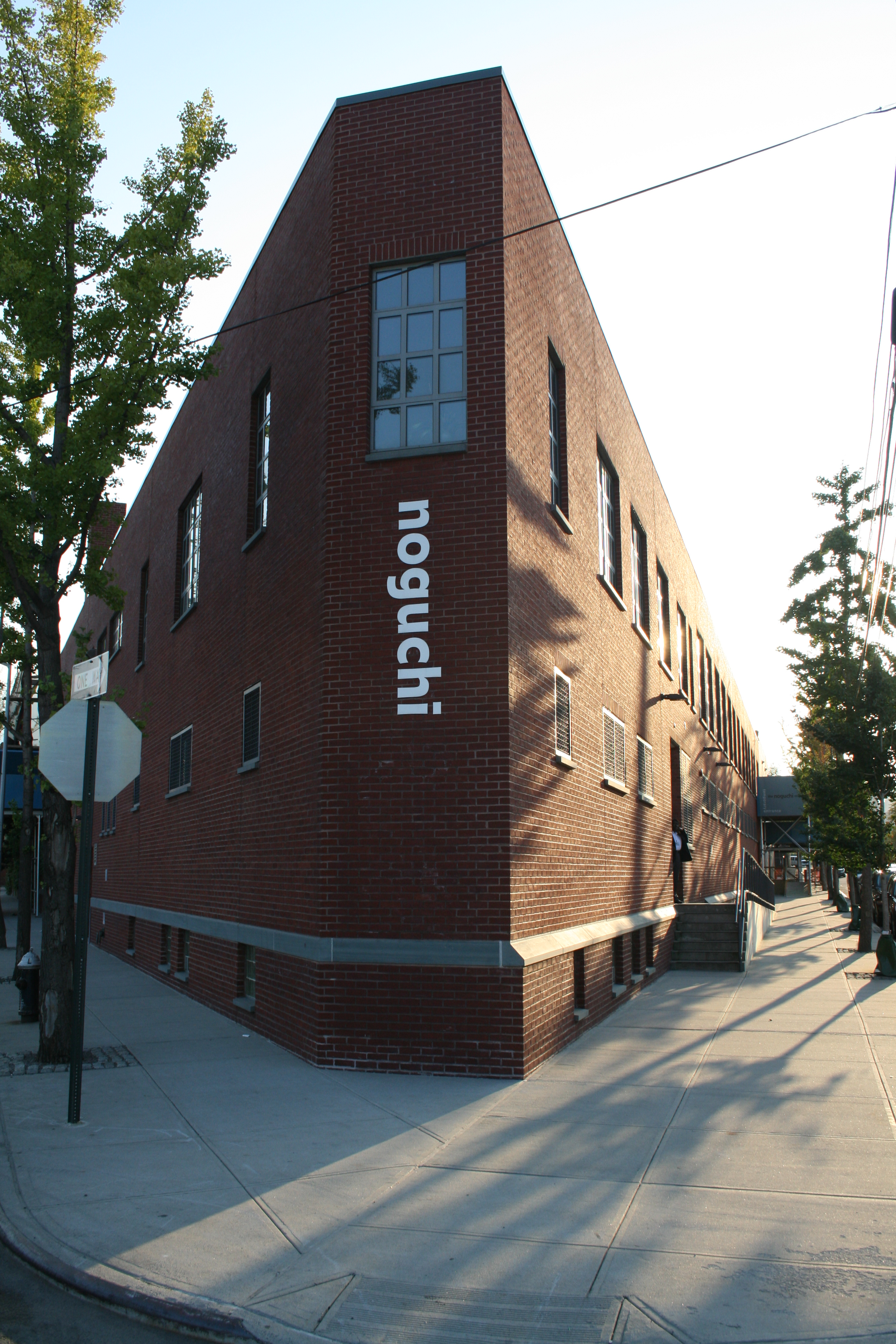
クイーンズ区ロングアイランドシティにあるノグチ美術館

2011年、ニューヨーク・タイムズ紙のサム・ドルニックとカーク・センプルは、ニューヨーク市には「広範な支持層」を持つ日本人団体はほとんどなく、存在する団体は日本の芸術の振興や高齢者の支援に偏りがちであると書いた。 彼らは、日本人コミュニティには著名な市民団体や宗教団体の指導者は「ほとんどいない」と付け加えた。
日本クラブは、さまざまなスポーツイベントや文化活動を開催し、そのための施設を提供することで、ニューヨークで最も古い文化機関のひとつとして確固たる地位を築いてきた。会員数は約3,000人に達し、うち800人は婦人部会員で、そのうち数百人はアメリカ人である。
1905年、社交団体日本クラブ（Nippon Club (Manhattan)）がオープン。1907年、芸術財団ジャパン・ソサエティーが開校。ジャパン・ソサエティーは異人種交流団体であった。1930年、日本人会の指導者たちが、二世だけの組織である東西倶楽部を後援した。日本クラブは1941年の真珠湾攻撃後に接収され、資産は売却された。
日米民主委員会は太平洋戦争中に活動していた。在ニューヨーク日本国総領事館はマンハッタン・ミッドタウンのパーク・アベニュー299番地の18階にある。
ノグチ美術館はクイーンズ区ロングアイランドシティにある。

## メディア
1901年から1925年までは、『日米週報』（Japanese American Commercial Weekly）が発行され、コミュニティの新聞として機能していた。1918年以降、日本語の名称は『日米時報』となった。『日米時報』は1924年から1941年まで発行されて、1931年には『The Japanese American』という英語欄が開設され、1939年には英語欄が独立した新聞『Japanese American Review』となった。
現在、日本語広告や記事が入った週間フリーペーパー『NYジャピオン』が。トライステートエリアのスーパーマーケットなどで、無料配布されている。ニューヨーク生活プレスが発行する『週刊NY生活』は、ニューヨーク市で発行されている日本語週刊新聞で、2004年1月に創刊され、マンハッタン・ミッドタウンに本社を置いている。

## 教育
ニューヨーク日本人教育審議会（JEI）は、企業からの寄付と日本政府の補助金を受けて運営される非営利団体で、ニューヨーク市在住の日本人を対象とした教育プログラムを運営している。1975年に設立され、ニューヨーク州ライに本部を置くこの財団は、ニューヨーク市地域で2つの日本人学校と2つの週末スクール・システムを運営している。

### 小中高校

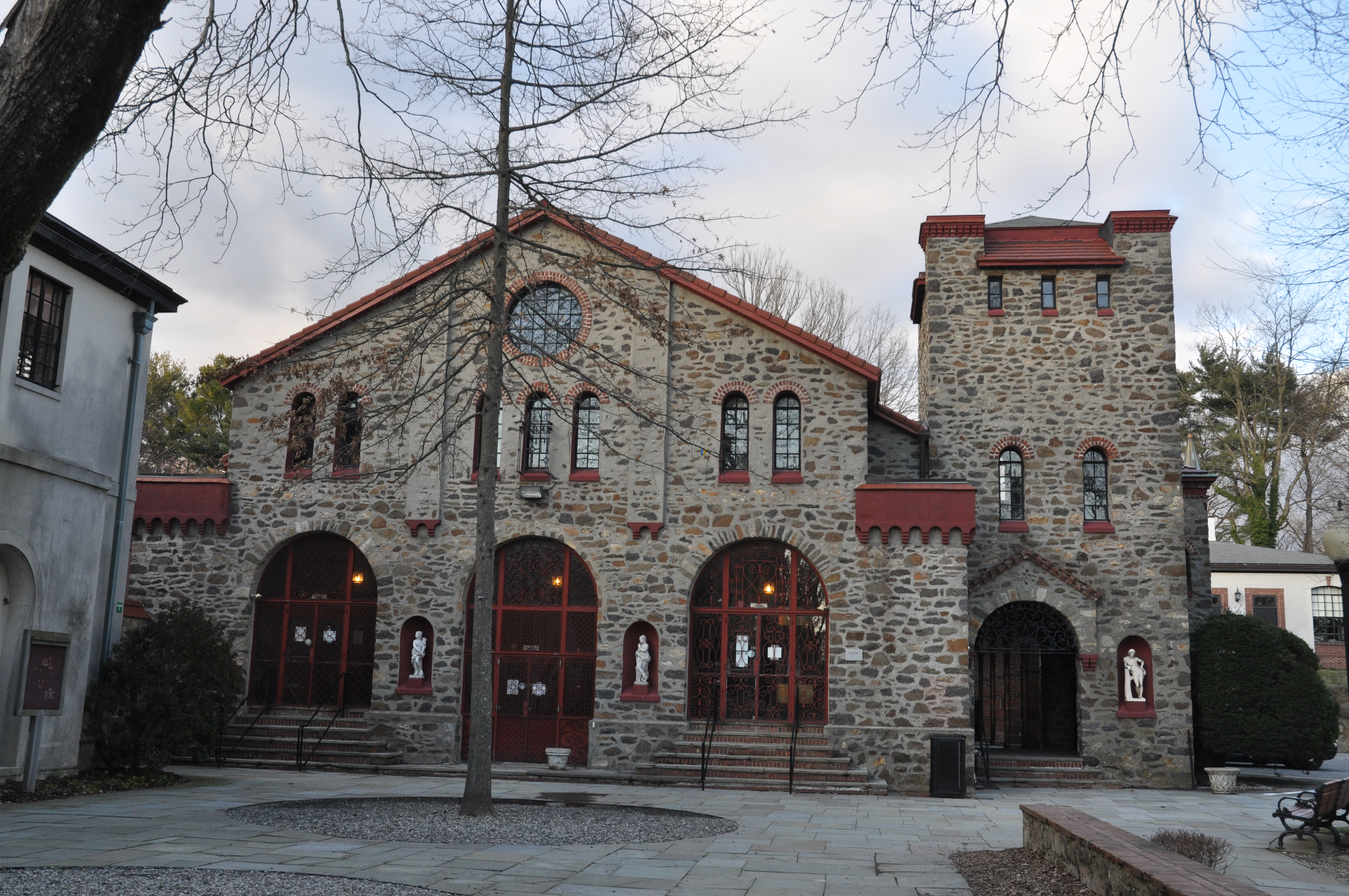
ニューヨーク日本人学校の旧校舎（コネチカット州グリニッジ）

ニューヨーク都市圏では、ニューヨーク日本人学校（コネチカット州グリニッジ）とニュージャージー日本人学校（ニュージャージー州オークランド (ニュージャージー州)）が開設されている。1991年以前は、ニューヨーク日本人学校はニューヨーク市内にあった。ニュージャージー校は1992年にニューヨーク校の分校として開校し、1999年に独立した学校となった。また、1990年慶応義塾ニューヨーク学院（ニューヨーク州パーチェス）が日本人の寄宿制高校として開校した。
1983年当時、ニューヨーク市在住の日本人生徒の大半はアメリカの学校に通っていた。彼らは日本語と日本文学を学ぶため、ニューヨーク補習授業校が提供する週末クラスに通っていた。補修学校と地元の学校の組み合わせを選択する親は、子供を国際色豊かで外国文化に通じた人間に育てたいと考えていることが多く、日本人学校への通学を選択する親は、子供を典型的な日本人として育てたいと考えている。1988年時点で、ニューヨーク市在住の学齢期の子供を持つ親の30%以上が、週末学校と地元の学校の組み合わせではなく、全日制のニューヨーク日本人学校を選択している。
1991年には、フランス系アメリカ人の私立学校であるリセウム・ケネディ校は、日本人生徒向けのプログラムを設立した。
日本人ビジネスマンのスカーズデールへの流入により、スカーズデール高校のアジア系生徒の割合は、1986年頃の5%から1991年にはほぼ20%に増加した。同年、スカーズデール公立学校の生徒の19.3%がアジア系で、その中には日本人も含まれていた。

### その他の教育
ニューヨーク市域には、3つの日本語補習学校制度がある。そのうち2つ、ニューヨークとニュージャージーの週末学校は、JEIによって運営されている。
ニューヨーク日本語補習授業校は、ニューヨーク州ニューロシェルのニューロックシティに事務所を置いていまる。2006年現在、同校はウェストチェスター郡とロングアイランドに拠点を置き、日本人市民と日系アメリカ人を含む約800人の生徒が在籍している。授業場所は、クイーンズ区フレッシュメドウズのルーファス・キング・スクール（P.S.26Q）と、ニューヨーク州ポートチェスターのポートチェスター中学校である。
ニュージャージー日本語補習授業校は、ニュージャージー州パラマスのパラマス・カトリック高校で授業を行っているが、事務所はニュージャージー州フォートリーにある。この学校は以前は保護者を教師としてボランティアとして採用していたが、1994年までに有給教師に切り替え、4ヶ月ごとに約1,000ドルの授業料を保護者から徴収した。1990年代には、C、H、J、Nの4つのキャンパスで授業が行われていた。Nは初級クラスのみ、Jは中級クラスのみだった。C、H、Nキャンパスはそれぞれクリフトン、ハッケンサック、フォートリーにあった。1994年までには、日本経済の衰退により生徒数は以前ほど多くなくなった。
プリンストン日本語学校（PCJLS）も、ニューヨーク市近郊の日本人住民にサービスを提供している。この学校はJEIとは提携していない。
1987年、ニュージャージー州バーゲン郡には5つの学習塾があり、そのうち2つはフォートリーにあった。フォートリーの塾の一つ、ホンキー学習塾には、130人の生徒がいた。

## 宗教
日本人の大多数は故国では仏教・神道を伝統的に生活習慣として守っているが、一般に毎日曜日に寺社へ行く習慣はない。日系アメリカ人で宗教を大切にする人たちは、アメリカのお寺では毎日曜日にキリスト教会の日曜礼拝のような行事に参加する。
1901年、ニューヨーク市に日本メソジスト教会がオープン。これが第二次世界大戦中の他2日米協会との合同を経て、現在の日米合同教会（マンハッタン・7番街）となっている。
1938年、ニューヨーク仏教教会（New York Buddhist Church、浄土真宗）が設立され、今日まで続いている。
仏教学者の鈴木大拙が、1952年から1957年までニューヨーク市のコロンビア大学に客員教授として滞在し、仏教とくに禅の思想の授業を行い、ニューヨークを拠点に米国上流社会に禅思想を広める立役者となった。
1991年発足のプリンストン日本語教会（PJC）は、ニュージャージー州プリンストン地域の日本人コミュニティーのための教会で、サウスブランズウィックのモンマス・ジャンクション近くにある。1991年10月に設立され、1993年には日曜の教会礼拝に20～25人が出席していた。

## スポーツ
日本では野球が大相撲と並んで最大のスポーツなので、西海岸のように草野球チームはできなかったが、ニューヨークに本拠を置くメジャーリーグベースボールのヤンキーズ、1958年移転以前のドジャーズ、1962創設のメッツの試合場・ラジオ・テレビでのスポーツ観戦が盛んである。

## 交通
ニューヨーク市の日本人も、ニューヨーク都市圏の郊外に住んで鉄道・地下鉄・バス・車で移動してマンハッタンの職場で働く人、郊外に住んで車で通勤して郊外の職場で働く人、様々である。
鉄道についてのみ、郊外からマンハッタンの中心までの交通を述べると、北郊外のニューヨーク州ウェストチェスター郡（スカースデイルなど）、および北西郊外のコネチカット州フェアフィールド郡（グリニッジなど）の方面からはメトロノース鉄道でグランド・セントラル駅へ、東郊外のクイーンズ区方面からはロングアイランド鉄道でペンシルベニア駅へがある。西郊外のニュージャージー州バーゲン郡（フォートリーなど）からは、ハドソン郡セコーカスにあるセコーカス・ジャンクション駅まで車・バスなどで行き、ニュージャージー・トランジットでハドソン川を渡ってペンシルベニア駅へ行ける。

## 有名人
詳細は上のリンク先（英語）を参照。

## 参照項目
- サンフランシスコにおける日本人の歴史
- 日系アメリカ人